# Джон Форд
Джон Форд (на английски: John Ford) е американски режисьор, актьор и офицер (контраадмирал). Известен е най-вече с уестърните си, военните си филми и филмовите си адаптации на известни американски романи. 

## Биография
Роден е на 1 февруари 1894 г. в Кейп Елизабет, щата Мейн. Истинското му име е Шон Алоизиъс О´Фини. Син е на ирландски имигрант, собственик на питейно заведение и е тринадесето дете в семейството. През 1913 г., малко след като завършва училище, заминава за Холивуд при брат си, който по това време работи в киностудиото „Юнивърсъл“ като актьор. В началото Форд е сценичен работник, реквизитор, каскадьор и дубльор на брат си, а през 1915 г. е статист в лентата „Раждането на нацията“ („The Birth Of A Nation“) на Дейвид Грифит. През същата година става асистент-режисьор и актьор във филмите на брат си, вече под псевдонима Франсис Форд. В периода между 1917 и 1920 г. е режисьор на над 30 филма за „Юнивърсъл“, повечето от тях уестърни с актьора Хари Кери.
През 1920 г. се жени за Мери Смит, от която има две деца. Въпреки петгодишната си връзка с актрисата Катрин Хепбърн, Форд така и не се развежда. Премества се във „Фокс“ през 1920 г. и до 1923 г. снима под псевдонима Джак Форд, отново предимно в жанра уестърн, който най-добре отговаря на възприятията му за света и на ценностната му йерархия.
През 1921 г. Форд започва да се занимава с режисура като асистент на Лоис Уебър. През 1920 година Лоис изпълнява длъжността на президент на днешната „Режисьорска гилдия на Америка“.
Любимото място за снимане на Форд е Долината на паметниците в Юта. То му позволява да комбинира красотата на американския запад с режисьорския си талант. Така той създава едни от най-запомнящите се и красиви сцени в киното. Неговите филми, снимани в този регион, повлияват толкова силно на зрителите, че режисьорът Орсън Уелс веднъж заявява, че много други режисьори нарочно избягвали тази територия за правене на снимки, за да не ги обвинят в плагиатство.
Форд е известен и с грубото си отношение към актьорите, с които работи. Венъж нарича Джон Уейн „голям идиот“, а друг път нанася удар на нищо неподозиращия Хенри Фонда. Въпреки това актьорите, работили с него, са убедени, че неговият труден характер е спомогнал за по-доброто им представяне.
В годините на Втората световна война Форд губи окото си по време на снимките на наградения с Оскар за документални филми „The Battle Of Midway“ (1942).

## Филмография
| Година | Филм                                   | Оригинално заглавие              | Бележки |
| ------ | -------------------------------------- | -------------------------------- | ------- |
| 1924   | Железният кон                          | The Iron Horse                   |         |
| 1926   | 3 Лоши мъже                            | 3 Bad Men                        |         |
| 1927   | Нагоре по течението                    | Upstream                         |         |
| 1928   | Къщата на палача                       | Hangman's House                  |         |
| 1928   | Четирима синове                        | Four Sons                        |         |
| 1930   | Мъже без жени                          | Men Without Women                |         |
| 1930   | По реката                              | Up the River                     |         |
| 1931   |                                        | Arrowsmith                       |         |
| 1932   | Плът                                   | Flesh                            |         |
| 1933   | Доктор Бул                             | Doctor Bull                      |         |
| 1934   | Изгубеният патрул                      | The Lost Patrol                  |         |
| 1934   | Съдия свещеник                         | Judge Priest                     |         |
| 1935   |                                        | The Whole Town's Talking         |         |
| 1935   | Доносникът                             | The Informer                     |         |
| 1935   |                                        | Steamboat Round the Bend         |         |
| 1936   | Затворникът от остров Акула            | The Prisoner of Shark Island     |         |
| 1936   | Мери Шотландска                        | Mary of Scotland                 |         |
| 1936   | Плугът и звездите                      | The Plough and the Stars         |         |
| 1937   |                                        | Wee Willie Winkie                |         |
| 1937   | Ураганът                               | The Hurricane                    |         |
| 1938   |                                        | Four Men and a Prayer            |         |
| 1938   |                                        | Submarine Patrol                 |         |
| 1939   | Дилижанс                               | Stagecoach                       |         |
| 1939   | Младият мистър Линкълн                 | Young Mr. Lincoln                |         |
| 1939   |                                        | Drums Along the Mohawk           |         |
| 1940   | Гроздовете на гнева                    | The Grapes of Wrath              |         |
| 1940   |                                        | The Long Voyage Home             |         |
| 1941   | Тютюневият път                         | Tobacco Road                     |         |
| 1941   | Колко зелена беше моята долина         | How Green Was My Valley          |         |
| 1942   | Битката при Мидуей                     | The Battle of Midway             |         |
| 1943   | 7 декември                             | December 7th                     |         |
| 1945   |                                        | They Were Expendable             |         |
| 1946   | Моя скъпа Клементин                    | My Darling Clementine            |         |
| 1947   | Беглецът                               | The Fugitive                     |         |
| 1947   | Форд Апачи                             | Fort Apache                      |         |
| 1948   | 3 Кръстника                            | 3 Godfathers                     |         |
| 1949   | Тя носеше жълта панделка               | She Wore a Yellow Ribbon         |         |
| 1950   | Когато Уили идва в дома                | When Willie Comes Marching Home  |         |
| 1950   | Водачът на кервана                     | Wagon Master                     |         |
| 1950   | Рио Гранде                             | Rio Grande                       |         |
| 1951   | Това е Корея!                          | This is Korea!                   |         |
| 1952   | Тихият човек                           | The Quiet Man                    |         |
| 1952   |                                        | What Price Glory                 |         |
| 1953   |                                        | The Sun Shines Bright            |         |
| 1953   | Могамбо                                | Mogambo                          |         |
| 1955   | Дългата сива линия                     | The Long Gray Line               |         |
| 1955   | Мистър Робъртс                         | Mister Roberts                   |         |
| 1956   | Следотърсачите                         | The Searchers                    |         |
| 1957   | Крилата на орлите                      | The Wings of Eagles              |         |
| 1957   | Изгрева на луната                      | The Rising of the Moon           |         |
| 1958   |                                        | Gideon's Day                     |         |
| 1958   | Последното ура                         | The Last Hurrah                  |         |
| 1959   | Кавалеристите                          | The Horse Soldiers               |         |
| 1960   | Сержант Рътлидж                        | Sergeant Rutledge                |         |
| 1961   | Двамата яздиха заедно                  | Two Rode Together                |         |
| 1962   | Човекът, който застреля Либърти Валънс | The Man Who Shot Liberty Valance |         |
| 1962   | Как беше завладян Запада               | How the West Was Won             |         |
| 1963   | Рифът на Донован                       | Donovan's Reef                   |         |
| 1964   | Есента на шайените                     | Cheyenne Autumn                  |         |
| 1965   | Младият Касиди                         | Young Cassidy                    |         |
| 1966   | 7 Жени                                 | 7 Women                          |         |

## Признание
Джон Форд държи рекорда за най-много награди „Оскар“ за най-добър режисьор (общо 4). Получава ги за филмите си „The Informer“, (Информаторът) (1935) (за ирландското въстание от 1916 година), „The Grapes of Wrath“, (Гроздовете на гнева) (1940), „How Green Was My Valley“, (Колко зелена беше моята долина) (1941) и „The Quiet Man“, (Тихият човек) (1952). Въпреки това само една негова лента печели Оскар за най-добър филм – „How Green Was My Valley“.

## Влияние
Стилът на снимане на Джон Форд повлиява изключително много на бъдещите кинорежисьори Ингмар Бергман и Орсън Уелс, които го смятат за един от най-великите режисьори на всички времена. Много други прочути режисьори, сред които
Федерико Фелини, Франк Капра, Алфред Хичкок, Елия Казан, Акира Куросава, Жан Реноар, Мартин Скорсезе, Стивън Спилбърг, Джордж Лукас, Серджо Леоне, Клинт Истууд, Вим Вендерс, Педро Коща, Куентин Тарантино, Жан-Люк Годар, Франсоа Трюфо също споменават, че са повлияни от Форд.

## Интересни факти
- За 60 години работа в Холивуд е направил общо 112 филма.
- Най-често във филмите му присъстват Хенри Фонда, Уорд Бонд, Джеймс Стюарт и Джон Уейн.
- През 1973 г. получава президентски медал за свобода от Ричард Никсън.
- Рядко снима сцена без да направи поне два дубъла.
- Веднъж известният френски режисьор Жан-Люк Годар, тогава все още журналист, му задава въпроса „Какво ви доведе в Холивуд?“. Отговорът, който получава, е „Влак“.